# عبد الكبير بن ثابت
عبد الكريم بن الحسين بن ثابت شاعر، وروائي، وناقد مغربي ولد في مدينة فاس عام 1917 وتوفي في تونس عام 1961). حيث تلقى تعليمه المبكر في الكتّاب ثم انتقل إلى المدرسة الابتدائية سنة 1928 حيث اهتم بالأدب بشكل كبير مما جعله يدرس بجامعة القرويين، حيث أنه لم ينتظم ويواظب عليها.

رحل بن ثابت إلى مصر عندما كان مازل شابا، وأثناء الحرب العالمية الثانية اشترك في تحرير المذكرة التي أعدتها «رابطة الدفاع» عن مراكش بالقاهرة عام 1944، حيث قدمت إلى سفارات الحلفاء مطالبة باستقلال المغرب استقلالا تاما، ومنذ عودته إلى المغرب عمل في الصحافة محررًا في جريدة «العلم»، كما كتب في صحف أخرى، ثم عين ملحقا ثقافيا بسفارة المغرب في تونس وبقي فيها إلى أن توفي عام 1961.